# Noradrenalin
 Der er for få eller ingen kildehenvisninger i denne artikel, hvilket er et problem. Du kan hjælpe ved at angive troværdige kilder til de påstande, som fremføres i artiklen.

Noradrenalin (us: norepinephrine) er et stresshormon og en neurotransmitter, som bl.a. er relateret til kroppens "kamp-eller-flugt"-respons. Det er i familie med adrenalin og kaldes også norepinephrin (US). Stoffet er et sympatomimetikum.

## Farmakologi
Aktiverer alfa- og beta-1 adrenerge receptorer og danner sammen med adrenalin grundlaget til kamp-eller-flugt. Noradrenalin fungerer også som neurotransmitter, hvor det frigives fra noradrenerge neuroner under synaptisk transmission.

### Rolle i depression
Forstyrrelser i det noradrenerge neuronsystem fremkalder depression. En speciel klasse af psykofarmaka, NARI, øger mængden af noradrenalin i hjernen. Desuden findes der også serotonin-noradrenalin genoptagelseshæmmende antidepressiva, SNRI, som har effektivitet som ældre tricykliske antidepressiva uden de mange ekstrapyramidale bivirkninger.

### Rolle i opmærksomhed
Noradrenalin, sammen med dopamin spiller en vigtig rolle i opmærksomhed og fokus. Eli Lilly Pharmaceuticals markedsfører Strattera, et NARI til behandling af ADHD og andre koncentrationsforstyrrelser i voksne og børn.

### Rolle i smerte
Noradrenerge neuroner er en del af hjernens smertecenter. De er i stand til, sammen med serotonerge neuroner, meget effektivt, at blokke visse former for smerte, især kronisk neuropatisk smerte. Noradrenalin-frigivende stoffer er ikke selv i stand til at blokere smertesignaler, ej heller serotonin-frigivende stoffer. Kun kombinationen af de to fungerer. Derfor anvendes SNRI'et Duloxetin (Cymbalta®) eksperimentelt mod kronisk smerte, og har indtil videre vist større effektivitet end stærke opioider.[kilde mangler]

### Anvendelse ved septisk chok
Noradrenalin i injektionsform (Noradrenalin `SAD`®) anvendes som et blodkarsammentrækkende stof ved septisk chok (ref.)

## Syntese
Noradrenalin syntetiseres i binyrerne ved en række enzymatiske reaktioner fra Levodopa, som oxideres til dopamin, som endelig ß1 oxideres til noradrenalin. Noradrenalin kan yderligere methyleres, og derved dannes adrenalin.